# 川﨑皇輝
川﨑 皇輝（かわさき こうき、2002年〈平成14年〉7月30日 - ）は、日本の歌手、俳優、タレント。ジュニア内男性アイドルグループ・少年忍者のリーダー。
東京都出身。STARTO ENTERTAINMENT所属。

## 来歴
櫻井翔に憧れ、友人の母にジャニーズ事務所への応募を勧められたのをきっかけに、2012年6月10日、弟の川﨑星輝とともにジャニーズ事務所に入所。5忍者を経て、少年忍者のリーダーとして活動する。
2021年、鴻上尚史作・演出の新作舞台『ロミオとロザライン』で舞台初主演。
2023年7月16日、テレビ朝日系第22回テレビ朝日新人シナリオ大賞受賞作『拝啓、奇妙なお隣さま』でテレビドラマ単独初主演。
2024年に『町田くんの世界』でミュージカル初主演をつとめる。同年7月期のフジテレビ系ドラマ『海のはじまり』では告知無しで月9ドラマデビューし話題となった。

## 人物
特技はアクロバット、小型船舶の操縦。趣味は料理やお菓子作り。目標としている先輩は櫻井翔、生田斗真。生田の小さい頃に似ていると言われており、生田本人にも「そうかもね」と認めてもらっている。
大所帯のグループのリーダーをつとめ、MCでは仕切り役を担うことも多い。しゃべりが好きなことを活かし、ジュニア公式エンタメサイト「ISLAND TV」では、弟の星輝とともに「川崎兄弟の土曜日10分ラジオyeah!!」と題した、ラジオ番組を模した動画を毎週投稿していた。
父はボートレーサーの川崎智幸。ファッションモデルの佐藤栞里とは27親等の親戚である。
名前の由来は、皇に太陽の意味があり、人の中で輝くという意味がある。本人も「漢字が格好良い」と気に入っている。
2022年3月時点で立教大学現代心理学部に在学中。

## 出演

### テレビドラマ
- ボイス 110緊急指令室 第7話 - 第10話（2019年7月 - 9月、日本テレビ） - 本郷雫（高校生） 役[22]
- 文豪少年!〜ジャニーズJr.で名作を読み解いた〜 第4話（2021年4月11日、WOWOW） - 主演・郷田 役[11][23]
- 桶狭間〜織田信長 覇王の誕生〜（2021年3月26日、フジテレビ） - 織田信長・少年期 役[24]
- 恋の病と野郎組 Season2（2022年1月25日 - 3月29日、日本テレビ） - 主演・二葉桜太郎 役[25][26]
- ひとりぼっち -人と人をつなぐ愛の物語-（2023年4月9日、TBS） - 常連客・片岡 役[27]
- 拝啓、奇妙なお隣さま（2023年7月16日、テレビ朝日） - 主演・山村陸 役[13]
- 海のはじまり（2024年7月1日 - 9月23日、フジテレビ） - 前田俊己 役[15][28]

### バラエティ番組
- 痛快TV スカッとジャパン 第244回 スポーツ大逆転スカッと「補欠の俺に訪れた大逆転のチャンス」（2021年7月5日、フジテレビ）[29]

### 映画
- 映画 少年たち（2019年3月29日公開）[30] - 少年 役[31]

### 舞台
- Johnny's Dome Theatre 〜SUMMARY〜（2012年9月8日 - 9日、TOKYO DOME CITY HALL）[32]
- 2015新春 JOHNNYS' World（2015年1月1日 - 27日、帝国劇場）[33]
- 滝沢歌舞伎 2017（2017年4月6日 - 5月14日、新橋演舞場）[34]
- ロミオとロザライン（2021年7月9日 - 25日、紀伊國屋サザンシアター TAKASHIMAYA / 7月30日 - 8月1日、サンケイホールブリーゼ） - 主演・ロミオ 役[12][35]
- ミュージカル「町田くんの世界」（2024年3月29日 - 4月14日、シアタークリエ / 4月19日 - 21日、梅田芸術劇場 シアター・ドラマシティ） - 主演・町田一 役[14][36]
- 二月新派喜劇公演「三婆」（2025年2月1日 - 9日、新橋演舞場 / 2月13日 - 24日、南座） - 辰夫 役[37][38]
- サマータイムマシン・ブルース（2025年10月22日 - 11月2日〈予定〉、IMM THEATER / 11月6日・7日〈予定〉、COMTEC PORTBASE / 11月12日 - 16日〈予定〉、サンケイホールブリーゼ） - 主演・甲本 役[39]

### イベント
- 駆アガル！〜あべこべ男子に憧れて〜（2025年3月22日・23日、ぴあアリーナMM）[40][41]

### CM
- キリンビバレッジ「まもるチカラのサプリ」（2015年 - ）[42]
- P&Gジャパン「ボールド ジェルボール 4D」（2023年）[43]